# Machu Picchu (canción)
"Machu Picchu" es una canción de la banda The Strokes.
Pertenece al cuarto disco de estudio de la banda, Angles, publicado en marzo del 2011. Producida por Gus Oberg, Joe Chicarelli y The Strokes, la letra fue escrita por Julian Casablancas y Nick Valensi. La canción también fue lanzada como sencillo promocional en agosto de 2011 y forma parte de la banda sonora del videojuego FIFA 12.
La banda Foster the People realizó una versión de este tema con un toque de reggae y jazz.